# Orcenais
Orcenais is een gemeente in het Franse departement Cher (regio Centre-Val de Loire) en telt 288 inwoners (1999). De plaats maakt deel uit van het arrondissement Saint-Amand-Montrond.

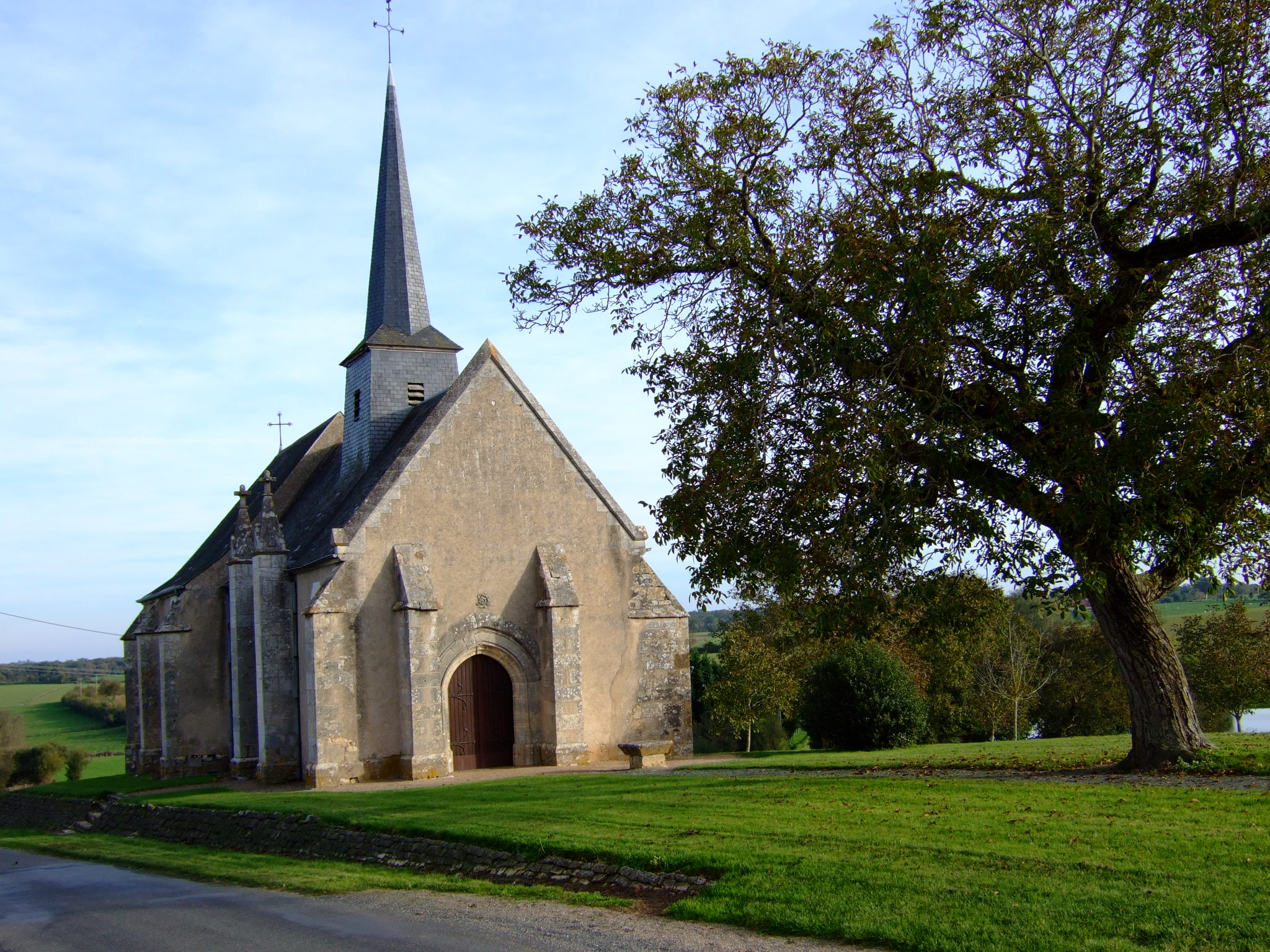
Orcenais

## Geografie
De oppervlakte van Orcenais bedraagt 18,9 km², de bevolkingsdichtheid is 15,2 inwoners per km².
De onderstaande kaart toont de ligging van Orcenais met de belangrijkste infrastructuur en aangrenzende gemeenten.

## Demografie
Onderstaande figuur toont het verloop van het inwonertal (bron: INSEE-tellingen).